# Hermann von Soden

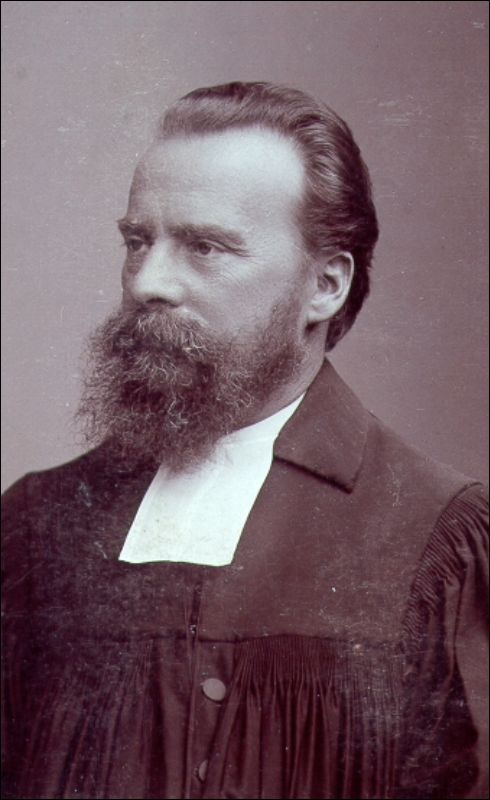
Hermann von Soden

Hans Karl Hermann Freiherr von Soden (* 16. August 1852 in Cincinnati, Ohio; † 15. Januar 1914 in Berlin) war ein deutscher evangelischer Theologe. Seine Katalogisierung der neutestamentlichen Handschriften war einflussreich für die Erforschung der Textgeschichte des Neuen Testaments; außerdem war er der Herausgeber einer bedeutenden textkritischen Ausgabe des griechischen Neuen Testaments.

## Leben
Hermann von Soden entstammte dem Adelsgeschlecht von Soden. Er war der zweitälteste Sohn des aus Stuttgart stammenden Juristen Theodor Freiherr von Soden (1825–1913), der Anfang der 1850er Jahre in Cincinnati als Lehrer tätig gewesen und 1856 mit seiner Familie nach Esslingen am Neckar zurückgekehrt war. Seine Mutter war die Lehrerin Clementine Camerer (1826–1893). Die 1858 in Esslingen geborene Schriftstellerin und Frauenrechtlerin Eugenie von Soden war seine jüngere Schwester.
Er studierte an der Universität Tübingen, wo er Mitglied der Verbindung Normannia wurde. 1881/82 war er Pfarrer in Striesen, 1882 bis 1886 Archidiakonus an St. Jacobi in Chemnitz. Ab 1887 wirkte er als erster Pastor an der Jerusalemkirche in Berlin. Zwei Jahre später lehrte von Soden als Privatdozent für das Neue Testament an der Berliner Universität. Im September 1893 wurde er dort zum außerordentlichen Professor und 1913 zum ordentlichen Professor ernannt.
Äußerst großzügige finanzielle Unterstützung erhielt er in den folgenden Jahren durch Elise König, die unter seinem Einfluss vom Judentum zum Christentum übergetreten war. Durch diese Förderung war es von Soden zusammen mit Hans Lietzmann möglich, viele Mitarbeiter in Bibliotheken zu schicken und durch deren Vorarbeiten das Neue Testament mit seiner Entwicklungsgeschichte in vielen Lesarten umfassend darzustellen. Die Ergebnisse mündeten in der umfangreichen Publikation Die Schriften des Neuen Testaments in ihrer ältesten erreichbaren Textgestalt hergestellt auf Grund ihrer Textgeschichte. Seine Ausgabe des griechischen Neuen Testaments „hat auf die Handausgaben des 20. Jahrhunderts die stärksten Auswirkungen gehabt“. Allerdings war das von ihm eingeführte Sigelsystem sehr kompliziert in der Handhabung.
Neben seiner wissenschaftlichen Aufgabe widmete von Soden sich ehrenamtlich der Sozialarbeit: Er war Vorsitzender des Berliner Vereins zum Schutz der Kinder vor Ausnutzung und Mißhandlung, eines regionalen Vorläufers des Deutschen Kinderschutzbundes (DKSB) sowie des Deutschen Jung-Helfer-Bundes.

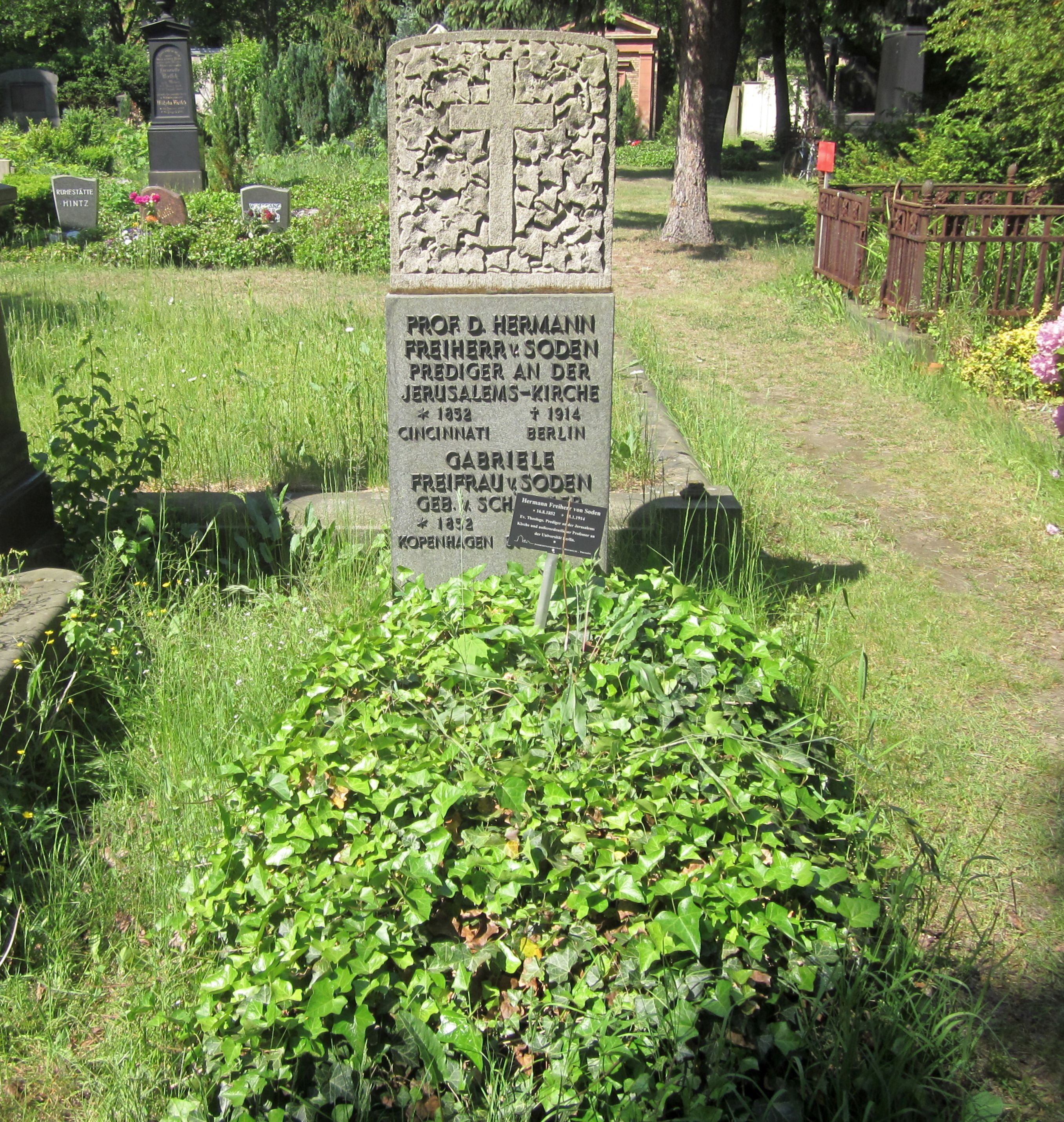
Das Grab von Hermann von Soden

Als Kirchentheoretiker entwickelte von Soden die Ideen von Emil Sulze weiter, forderte aber ebenso eine Reform der parochialen Strukturen gerade von großstädtischen Gemeinden.
Im Alter von 62 Jahren starb Hermann von Soden am 15. Januar 1914 in Berlin. Sein Grab befindet sich auf dem Friedhof II der Jerusalems- und Neuen Kirche in Berlin-Kreuzberg. Er ruht dort neben seiner Gattin Gabriele, geb. von Schaedtler (1852–1925).
Sein Sohn Hans von Soden war ein bedeutender Kirchenhistoriker, und der Altorientalist Wolfram von Soden war sein Enkel. 

## Veröffentlichungen
- Die Schriften des Neuen Testaments in ihrer ältesten erreichbaren Textgestalt hergestellt auf Grund ihrer Textgeschichte. 4 Bände, Berlin 1902–1913.
- Palästina und seine Geschichte, sechs volkstümliche Vorträge, Leipzig 1899. 3., verbesserte Aufl. 1911.
- Die Briefe an die Kolosser, Epheser, Philemon; die Pastoralbriefe, 2. verbesserte und vermehrte Aufl. bearbeitet von H. von Soden. Freiburg i. Br. 1893.
- Die wichtigsten Fragen im Leben Jesu, Ferienkurs-Vorträge Berlin 1904, 2. verb. Aufl., Berlin 1909.
- Hebräerbrief, Briefe des Petrus, Jakobus, Judas, 3. verbesserte und vermehrte Aufl., Freiburg i. Br. 1899.
- Hat Jesus gelebt? aus den geschichtlichen Urkunden beantwortet von Hermann von Soden, Berlin 1910.
- Urchristliche Literaturgeschichte, die Schriften des Neuen Testaments, Berlin 1905.